# Guido Bruveris
Guido Bruveris (Riga, 1922 - 1987) fue un pintor, dibujante e ilustrador letón nacionalizado argentino. Se destacó por sus acuarelas y óleos, reconocido por sus escenas de costumbres y los paisajes urbanos y rurales.
Nació en Riga en 1922, y en 1949 se radicó en Argentina. Trabajó como ilustrador de revistas El Hogar, Mundo Argentino, Caras y Caretas, de los diarios Clarín y La Nación, en el año 1965 recibió el primer premio de la Editorial Códex por ilustrar "Don Segundo Sombra", y en 1967 efectuó los dibujos correspondientes a "Los siete locos" de R. Arlt. Desde 1957 realizó exposiciones individuales en las principales galerías de arte de Buenos Aires y sus dibujos y pinturas, registrando vistas del interior, de la capital, del Teatro Colón, de las costumbres argentinas (tango, polo, casamiento, etc.), los cuales fueron mostrados en varias exposiciones internacionales, incluso en Letonia.